# アレシア・オカシオ

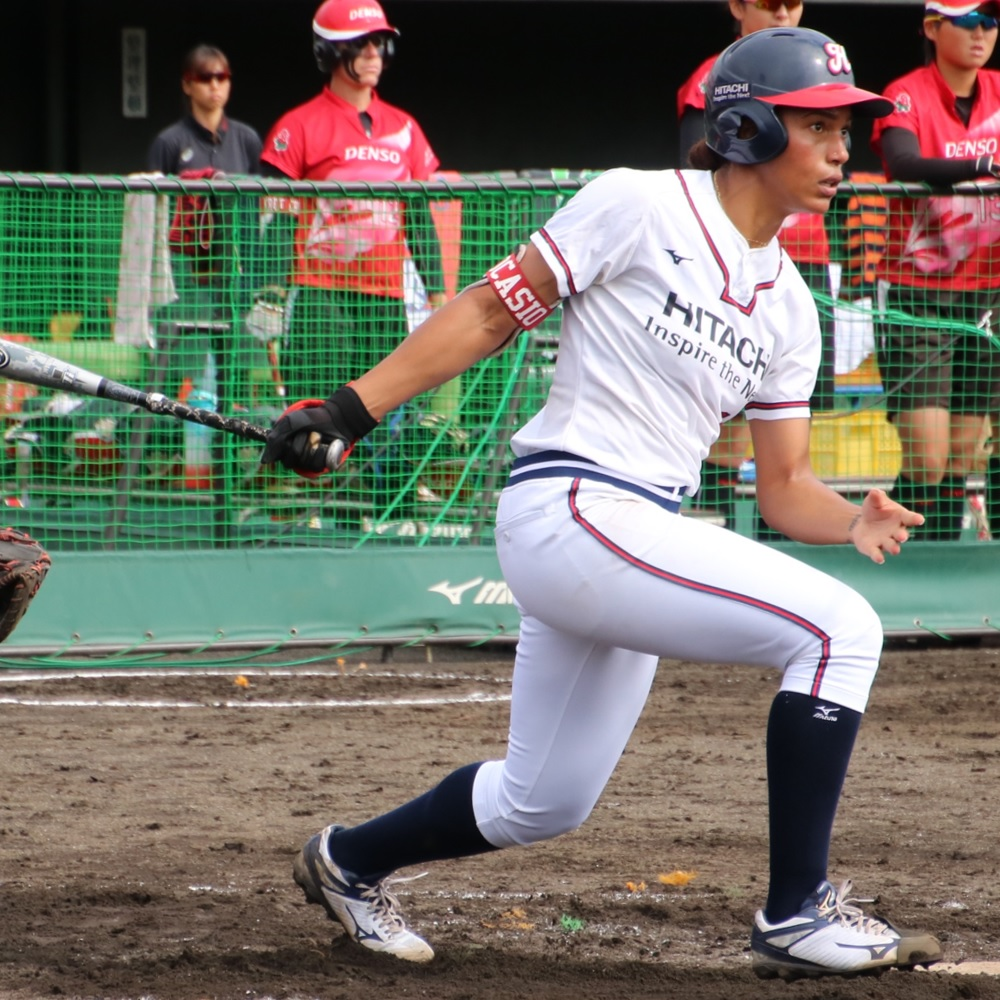
オカシオの打撃 (2019年)

アレシア・オカシオ（Aleshia Ocasio、1996年8月15日 - ）は、プエルトリコ出身の女子ソフトボール選手（投手・外野手）。元日立サンディーバ所属。ソフトボールプエルトリコ代表。英語での発音はアリシア・オカシオに近い。

## 経歴
フロリダ大学（フロリダ・ゲイターズ）では、2015年のWCWS優勝に貢献した。2018年、NPFドラフト全体10位でシカゴ・バンディッツに入団。2020年からアスリーツ・アンリミテッドに参戦、2021年にはチャンピオンに輝いた。
2015年にプエルトリコ代表に初選出されて以降、世界選手権/ワールドカップ、パンアメリカン大会などの主要国際大会において投打にわたり活躍している。2023/24年のワールドカップでは、最も注目される二刀流選手としてWBSCに紹介された。
2019年の後半戦から日本リーグの日立サンディーバでプレーし、投打にわたり存在感を発揮した。シーズン途中からの加入にもかかわらず規定投球回数に到達し、防御率1.07はリーグ4位であった。しかし翌2020年は新型コロナウイルス感染拡大の影響でチームに合流することができず、半シーズンで退団した。

## 選手としての特徴
全身がバネのような抜群の身体能力を有する二刀流選手。打者としては、強打に加え、俊足を活かしたスラップ打法を得意としており、元トヨタ自動車のナターシャ・ワトリーを彷彿とさせる。
投手としては、制球力が高く、NPFではストライク率2位（70%）の記録を持つ。長身から繰り出すライズボールとドロップボールのコンビネーションで奪三振率も高い。

## 人物・エピソード
MLBのニューヨーク・ヤンキースのファン。
日立サンディーバは1985年のチーム創設以来、常に日本人選手のみで構成されてきたが、2019年に初めて外国人選手が登録された。オカシオはチーム初の外国人投手として、9月7日の豊田自動織機シャイニングベガ戦でデビューを果たした。
レズビアンであることを公言しており、プロバスケットボール選手のナターシャ・クラウドと結婚している。

## 詳細情報

### 背番号
- 9（2019）